# Cleo Sol
Cleo Sol, pseudonimo di Cleopatra Zvezdana Nikolic (Londra, 24 marzo 1990), è una cantautrice britannica.
Lavorando con il marito, il produttore Dean Josiah Cover, in arte Inflo, Cleo Sol ha pubblicato un EP e quattro album in studio da solista, oltre a numerosi lavori come membro dei Sault.

## Biografia
Cleopatra Zvezdana Nikolic nasce e cresce a Ladbroke Grove, un quartiere di Londra. I suoi genitori sono entrambi musicisti jazz: la madre, metà serba e metà spagnola, canta e suona il flauto e la chitarra, mentre il padre, di nazionalità giamaicana, è un suonatore di basso e pianoforte. Grazie ad essi si appassiona alla musica, ascoltando artisti come le Destiny's Child, Alicia Keys, le Spice Girls, Ed Sheeran e Frank Ocean.

## Carriera
Da sempre appassionata di canto, ne fa una professione seria dall'età di 16 anni, pubblicando alcuni brani su Myspace, e attirando l'attenzione del produttore Davinche. Quest'ultimo la porta a partecipare a canzoni come Tears di Tinie Tempah, Dancefloor di Wretch 32 e Riding for Love di Bashy, nonché a firmare per l'etichetta Dirty Canvas nel 2011. Nello stesso periodo debutta come solista con i singoli High e Never the Right Time (Who Do You Love), firmando con Island Records nel 2012. Tuttavia la cantante non è felice, e perde fiducia in sé stessa, tanto da scegliere di ritirarsi dalla musica.
Dopo diversi anni, nel 2017, decide di ritornare nel mondo della musica, supportata dal produttore Inflo, pubblicando i singoli Why Don't You e Try and You Try. Nel 2018 pubblica il suo primo EP, Winter Songs, composto da quattro tracce. La sua carriera prosegue con i singoli One e Sweet Blue, nonché un duetto con la rapper Little Simz in Selfish. Nello stesso periodo, entra a far parte del gruppo Sault, con il quale pubblica diversi album.
Il suo primo album in studio da solista, Rose in the Dark, viene pubblicato il 27 marzo 2020, e viene accolto positivamente dalla critica, tanto da essere incluso nella lista dei migliori dischi dell'anno da testate come Clash, che lo posiziona al 44º posto, e Complex, che lo classifica invece al quinto. Il 20 agosto 2021 è la volta del secondo album Mother, pubblicato due mesi dopo essere diventata madre.
I suoi terzo e quarto album, Heaven e Gold, vengono resi disponibili a due settimane di distanza nel settembre 2023.

## Discografia

### Da solista

#### Album in studio
- 2020 – Rose in the Dark
- 2021 – Mother
- 2023 – Heaven
- 2023 – Gold

#### EP
- 2018 – Winter Songs

#### Singoli
- 2008 – Tears (con Tinie Tempah)
- 2011 – High (con Gappy Ranks)
- 2012 – Never the Right Time (Who Do You Love)
- 2012 – Code to Crack (con Toddla T feat. Scrufizzer)
- 2017 – Why Don't You
- 2017 – Try and You Try
- 2019 – One
- 2019 – Sweet Blue
- 2019 – Selfish (con Little Simz)
- 2020 – Butterfly
- 2020 – Shine
- 2021 – Woman (con Little Simz)
- 2024 – Fear When You Fly

### Con i Sault
- 2019 – 5
- 2019 – 7
- 2020 – Untitled (Black Is)
- 2020 – Untitled (Rise)
- 2021 – Nine
- 2022 – Air
- 2022 – 11
- 2022 – Earth
- 2022 – Today & Tomorrow
- 2022 – Untitled (God)
- 2024 – Acts of Faith